# بخش کابزی
بخش کابزی (به لاتین: Kabezi) یک منطقهٔ مسکونی در بوروندی است که در استان بوجومبورا واقع شده‌است.